# Norbert Grundei

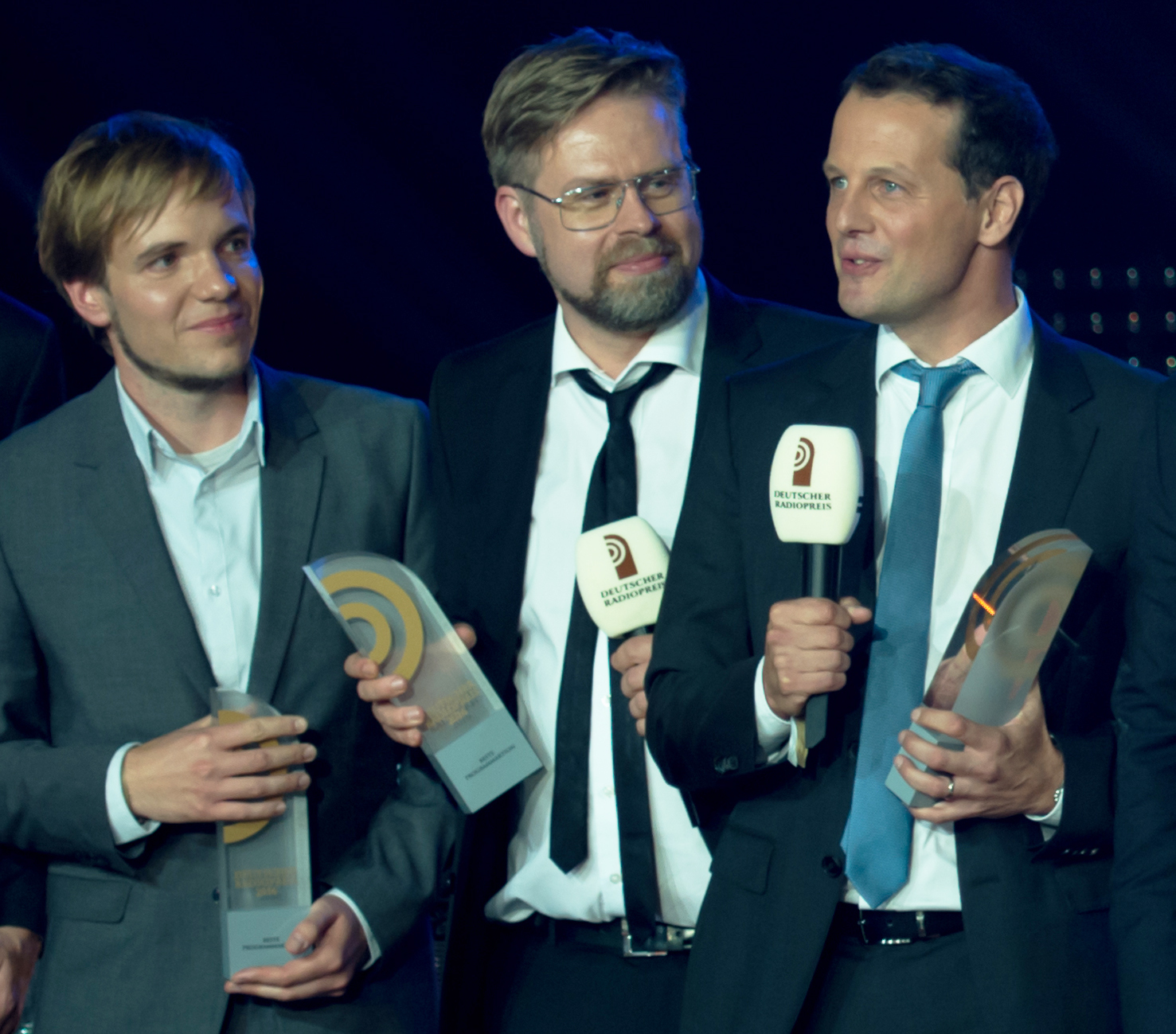
Norbert Grundei (Mitte) zusammen mit Gunnar Astrup und Ralph Eichmann bei der Verleihung des Deutschen Radiopreises 2016

Norbert Grundei (* 15. Juli 1973 in Buchholz in der Nordheide) ist ein deutscher Journalist, Podcaster und Medienmanager.

## Werdegang
Nach dem Abitur arbeitete er als Autor für eine Werbeagentur. 1994 kam er als freier Mitarbeiter zu N-Joy, dem Jugendprogramm des Norddeutschen Rundfunks (NDR). 1997 wurde er als Redakteur beim NDR angestellt und arbeitete in der Programmplanung, der Layout-Redaktion und als Leiter und Moderator der N-JOY Morningshow.
Seit Januar 2002 war er Programmchef von N-Joy. Im NDR leitete er zudem den Think Tank Think Radio für die Zukunft des Hörfunks in der digitalen Welt. Grundei entwickelte den Wissenschaftspodcast Coronavirus-Update mit dem Leiter der Virologie der Berliner Charité, Christian Drosten. Der Podcast gewann im Zuge der COVID-19-Pandemie große Popularität und wurde innerhalb eines Jahres mehr als 100 Millionen Mal abgerufen.
Im November 2020 wurde Grundei Leiter des neu geschaffenen NDR Programmbereichs Audio Strategie. Im Rahmen dieser Tätigkeit baute er das Podcast-Angebot des NDR aus, daraus ging unter anderem der Podcast „Cui Bono – WTF happened to Ken Jebsen?“ mit Studio Bummens und dem RBB hervor.
Seit 2022 leitet Norbert Grundei das Programm- und Portfoliomanagement für den gesamten NDR. In dieser Position verantwortet er die Steuerung des Programm-Portfolios von Audio-, Video- und Digitalangeboten des Norddeutschen Rundfunks und koordiniert die Entwicklung neuer, innovativer Formate. Zu seinem Verantwortungsbereich gehören die Programmplanung für das NDR Fernsehen, die Zulieferungen des NDR für ARD Mediathek und ARD Audiothek, die digitalen Angebote wie die Homepage ndr.de und die NDR Apps, das Audio Lab THINK AUDIO, die Medienforschung und die Distribution.
Grundei war an der Konzeption von funk beteiligt und ist einer von zwei Beauftragten des NDR für das junge Angebot von ARD und ZDF. Außerdem ist er Mitglied des Beirats im Digital Journalism Fellowship der Hamburg Media School.
Grundei ist seit 2021 Host des Podcasts „Die Idee – mit Norbert Grundei“ und spricht in jeder Folge mit Experten aus Innovation, Wissenschaft, Technologie, Kunst, Kultur und Wirtschaft. Gäste bisher waren unter anderem Mai Thi Nguyen-Kim, Harald Schmidt, Lothar Wieler, Philipp Westermeyer, Bastian Pastewka, Viola Priesemann und Clemens Fuest.

## Auszeichnungen
- 2016: Deutscher Radiopreis stellvertretend für N-JOY in der Kategorie „Beste Programmaktion“ zusammen mit sieben weiteren Hamburger Radiostationen für ein Bündnis gegen Fremdenhass[8]
- 2018: Deutscher Radiopreis zusammen mit Mirko Marquardt den Deutschen Radiopreis in der Kategorie „Beste Innovation“ mit dem N-JOY Night Lab.[9]
- 2020: Grimme Online Award in der Kategorie Publikumspreis für „NDR Info Coronavirus-Update mit Christian Drosten“[10]
- 2020: Grimme Online Award in der Kategorie Information für „NDR Info Coronavirus-Update mit Christian Drosten“[10]
- 2020: Georg von Holtzbrinck Preis für Wissenschaftsjournalismus für das Coronavirus-Update[11]
- 2020: Best Reporting/Journalism Corona Virus Radio Ideas Award[12]
- 2020: Journalist des Jahres vom Medium Magazin[13]
- 2021: Preis für Popkultur in der Kategorie Schönste Geschichte für Cui Bono: WTF happened to Ken Jebsen? (Executive Producer)[14]
- 2022: Grimme Online Award in der Kategorie Information für Cui Bono: WTF happened to Ken Jebsen? (Executive Producer)[15]
- 2022: Deutscher Podcastpreis in den Kategorien Beste journalistische Leistung / Beste Produktion für Cui Bono: WTF happened to Ken Jebsen? (Executive Producer)[15]